# Zuzgen
Zuzgen é uma comuna da Suíça, situada no distrito de Rheinfelden, no cantão de Argóvia. Tem 8,40 km² de área e sua população em 2018 foi estimada em 860 habitantes.